# Mangora herbeoides
Mangora herbeoides är en spindelart som först beskrevs av Friedrich Wilhelm Bösenberg och Embrik Strand 1906.  Mangora herbeoides ingår i släktet Mangora och familjen hjulspindlar. Inga underarter finns listade i Catalogue of Life.